# Milano-Sanremo 2024
La Milano-Sanremo 2024, centoquindicesima edizione della corsa e valida come ottava prova dell'UCI World Tour 2024 categoria 1.UWT si è svolta il 16 marzo su un percorso di 288 km con partenza da Pavia e arrivo a Sanremo in Italia. La vittoria fu appannaggio del belga Jasper Philipsen, il quale completò il percorso in 6h14'44", alla media record di 46,100 km/h, precedendo l'australiano Michael Matthews e lo sloveno Tadej Pogačar.

## Percorso
La corsa è partita da Pavia, punto d'avvio inedito per la gara, e i primi 44 chilometri sono stati percorsi nel territorio dell'Oltrepò Pavese, per poi riprendere il percorso tradizionale nel comune di Casteggio. Anche nel percorso di questa edizione è presente il passo del Turchino assieme a Capo Mele, Capo Cervo e Capo Berta, oltre alle due salite della Cipressa e del Poggio.
La corsa si è conclusa dopo 288 chilometri in via Roma a Sanremo.

## Squadre e corridori partecipanti
| N.      | Cod. | Squadra                         |
| ------- | ---- | ------------------------------- |
| 1-7     | ADC  | Alpecin-Deceuninck              |
| 11-17   | ARK  | Arkéa-B&B Hotels                |
| 21-27   | AST  | Astana Qazaqstan Team           |
| 31-37   | BOH  | Bora-Hansgrohe                  |
| 41-47   | COF  | Cofidis                         |
| 51-57   | COR  | Corratec Vini Fantini           |
| 61-67   | DAT  | Decathlon AG2R La Mondiale Team |
| 71-77   | EFE  | EF Education-EasyPost           |
| 81-87   | GFC  | Groupama-FDJ                    |
| 91-97   | IGD  | Ineos Grenadiers                |
| 101-107 | IWA  | Intermarché-Wanty               |
| 111-117 | IPT  | Israel-Premier Tech             |
| 121-127 | LTK  | Lidl-Trek                       |

| N.      | Cod. | Squadra                       |
| ------- | ---- | ----------------------------- |
| 131-137 | LTD  | Lotto Dstny                   |
| 141-147 | MOV  | Movistar Team                 |
| 151-157 | SOQ  | Soudal Quick-Step             |
| 161-167 | DFP  | Team DSM-Firmenich PostNL     |
| 171-177 | JAY  | Team Jayco AlUla              |
| 181-187 | PTK  | Team Polti Kometa             |
| 191-197 | TVL  | Team Visma-Lease a Bike       |
| 201-207 | TUD  | Tudor Pro Cycling Team        |
| 211-217 | UAD  | UAE Team Emirates             |
| 221-227 | UXM  | Uno-X Mobility                |
| 231-237 | VBF  | VF Group-Bardiani CSF-Faizanè |
| 241-247 | TBV  | Bahrain Victorious            |

## Ordine d'arrivo (top 10)
| Pos. | Corridore            | Squadra | Tempo    |
| ---- | -------------------- | ------- | -------- |
| 1    | Jasper Philipsen     | Alpecin | 6h14'44" |
| 2    | Michael Matthews     | Jayco   | s.t.     |
| 3    | Tadej Pogačar        | UAE     | s.t.     |
| 4    | Mads Pedersen        | Lidl    | s.t.     |
| 5    | Alberto Bettiol      | EF      | s.t.     |
| 6    | Matej Mohorič        | Bahrain | s.t.     |
| 7    | Maxim Van Gils       | Lotto   | s.t.     |
| 8    | Jasper Stuyven       | Lidl    | s.t.     |
| 9    | Julian Alaphilippe   | Soudal  | s.t.     |
| 10   | Mathieu van der Poel | Alpecin | s.t.     |